# Система торговли в бридже
Система торговли в бридже — набор значений заявок, принятых парой для легального
обмена информацией в ходе торговли. Цель заявок — описать карту и, в конечном счёте, назначить окончательный контракт. Последняя конструктивная заявка становится контрактом, если за последней значимой заявкой следуют подряд три паса. Таким образом, любая конструктивная заявка в торговле является потенциальным контрактом.
В каждой системе торговли каждой (в идеале) возможной заявке партнера приписывается некоторое значение, и система представляет собой условный язык, который дает бриджисту представление о карте партнера. «Словарь» торговли ограничен 35 различными конструктивными заявками плюс пас, контра и реконтра. Конструктивная заявка состоит из двух компонентов: уровня от 1 до 7 и деноминации (трефа ♣, бубна ♦, черва ♥, пика ♠ или без козыря)
По правилам игры соглашения пары относительно заявок должны быть доступны оппонентам. В обычной клубной или домашней игре оппонентам предоставляется право в свою очередь заявки спросить партнера оппонента, который сделал некоторую заявку, о значении этой заявки. В турнирах высокого уровня, которые проводятся с применением экранов, игрок спрашивает того оппонента, который находится по одну сторону экрана с ним, о значении заявок обоих оппонентов. Кроме того, хорошим тоном считается предоставить оппонентам изложение своей системы в письменном виде, так называемую конвенционную карту. В некоторых соревнованиях предоставление конвенционной карты обязательно.
В игре по Интернету игрок сам предупреждает оппонентов о возможном ненатуральном значении заявки (алертирует) и объясняет её значение, но и алерт, и объяснение видны только оппонентам.

## Классификация
Системы торговли делятся на две крупных категории: натуральные и искусственные. В натуральных системах большинство заявок, особенно на ранней стадии торговли, обозначают длину в заявленной масти. В искусственных системах часть заявок имеет кодовые значения; например, заявка 1♣ может и не означать, что заявивший держит трефовую масть.
Натуральные системы могут играть для бриджистов роль своего рода «языка международного общения», хотя их детали могут отличаться. Такую систему можно относительно успешно применять с незнакомым партнером. Однако игроки могут и договориться о некоторых нюансах системы, обсудив предпочитаемые конвенции и особые соглашения.
В основе классификации систем лежит спектр значений открытий. Для большинства современных натуральных систем открытия в пределах от 1♣ до 2♣ имеют одинаковые или сходные значения, причем открытия на уровне 1 гарантируют некую минимальную длину в соответствующей масти и не форсируют. В искусственных системах как минимум одно открытие на уровне 1 зарезервировано для специальной информации, не относящейся к длине в масти.

### Натуральные системы
В натуральных системах открытия обычно имеют следующие значения:
- Заявка 1 в мажорной масти (1♥ или 1♠) показывает по меньшей мере 4 или 5 карт в этой масти, а 1 в миноре (1♣ или 1♦) показывает по меньшей мере 3 или 4 карты в масти. Онерная сила руки обычно составляет (11)12-20(22) пунктов. Имея выбор между двумя мажорами или двумя минорами, открывающий заявляет более длинную масть; при равной длине обычно выбирают более высокую масть. Если открытие 1♥ или 1♠ обещает 5 карт, говорят, что это система с открытием от 5-ки в мажоре, в противном случае — от 4-ки в мажоре. Открытия от пятикартных мажоров подразумевают, что открытие в миноре может быть сделано и от трех карт (например, расклад руки может быть 4=4=2=3, и тогда никакой мажор не содержит достаточно карт для показа в открытии).
- Заявка 1БК показывает равномерную руку в узком пределе онерной силы. Обычные пределы для такого открытия 15-17 или 16-18 пунктов («сильный без козыря») и 12-14 пунктов («слабый без козыря»).
- Заявка 2♣ обычно показывает очень сильную карту (22+ пункта).
- Заявка 2БК показывает сильную равномерную руку, обычно 20-21 пункт.
- Значения открытий 2♦, 2♥ и 2♠ бывают разными в разных системах. Одно из часто употребляемых значений — слабая заявка на втором уровне, сходная с блоком. Другое — «сильные два», натуральная заявка, показывающая очень сильную руку, более сильную, чем при открытии на первом уровне. Другие варианты, часто употребляемые российскими бриджистами в системах в остальном натуральных, это многозначное Малти 2♦ в сочетании с «польскими двухмастками» — слабыми открытиями 2 в мажоре, показывающими, в дополнение к заявленной мажорной пятерке пятерку в другой масти, а также конвенция 2♦ Вилкоша.

#### Наиболее употребительные натуральные системы
- Акол, система с открытиями в четырёхкартный мажор и слабым без козыря. Популярна главным образом в Великобритании.
- Стандартная Американская, первоначально включала мажорные открытия от четырёх карт, затем были приняты открытия пятикартными мажорами.
- Французская натуральная, открытия пятикартными мажорами, сильный без козыря.

Развитие натуральных систем иногда приводит к появлению ненатуральных особенностей. Примеры: Romex, Boring club, Fantunes и EHAA (Every Hand An Adventure — У каждой руки свои достоинства).

### Искусственные системы
Искусственные системы могут быть подразделены на:
- Системы с сильной трефой — наиболее популярные искусственные системы, где открытие 1♣ показывает сильную карту, чаще всего от 16 пунктов. Другие открытия в масти на первом уровне обычно натуральны, но ограничены силой до 15 пунктов. Среди российских бриджистов наиболее популярная система с сильной трефой — Точная трефа, также называемая «Пресижн» (от английского названия «Precision Club»).

- В системах с «малой трефой» открытие 1♣ форсирует, но необязательно является сильным. Оно обычно включает в себя некоторый диапазон силы в равномерном раскладе, некоторые руки с длинной трефовой мастью и очень сильные руки. В России наиболее известны системы Общий язык и Польский стандарт. Обе они польского происхождения, но первая получила широкое распространение за пределами Польши.
- Системы с сильной бубной в принципе сходны с системами с сильной трефой, но заявка 1♦ показывает сильное открытие, а 1♣ многозначна, как и в системах с малой трефой. Пример тому система Leghorn diamond[1], которую играли некоторые ведущие итальянские пары в 1970-х годах.
- Системы с сильным пасом высоко искусственны и относительно редко употребимы. В этих системах начальное слово пас означает карту с силой открытия (13+ пунктов). Соответственно, более слабые руки (8-12) требуют конструктивной заявки. Как правило, одна из заявок первого уровня зарезервирована для показа очень слабых рук, 0-7 пунктов. Во многих соревнованиях, проводимых Всемирной федерацией бриджа и другими бриджевыми организациями, высоко искусственные системы (HUM системы, от англ. highly unusual method) запрещены, поскольку нереально экспромтом придумать удовлетворительную защиту против высоко искусственной системы, заранее тщательно подготовленной оппонентами.
- Релейные системы, также иногда называемые капитанскими, включают в себя искусственные заявки, которые один из партнеров делает на наинизшем возможном уровне в наинизшей деноминации, а другой подробно описывает распределение и онерную силу своей руки, используя кодифицированные ответы. Такие системы стоят вне предшествующей классификации, основанной на спектре открытий. Реле используются в дальнейшей торговле. Примеры релейных систем: strong-club, strong-pass и Symmetric relay. Последняя основана на Точной трефе. Не все релейные системы начинаются с первоначального форсирующего паса либо форсирующего открытия 1♣.